# Ангелниеми
А́нгелниеми (фин. Angelniemi) — община (бывший муниципалитет с 1916 по 1967) в области Варсинайс-Суоми, в Финляндии; с 1967 года в составе муниципалитета Халикко.
Соседние муниципалитеты — Кемиё, Паймио, Перниё, Сауво и Ускела.
Построенная в 1772 году деревянная лютеранская церковь в Ангелниеми в настоящее время охраняется государством.

## Население
| 1880 | 1890  | 1900  | 1910  | 1920  | 1930 | 1940 | 1950  | 1960  | 1966 |
| ---- | ----- | ----- | ----- | ----- | ---- | ---- | ----- | ----- | ---- |
| 843  | ↗1002 | ↗1005 | ↗1038 | ↗1049 | ↘984 | ↗996 | ↗1272 | ↘1083 | ↘951 |